# Musée militaire genevois
Le musée militaire genevois est un musée dédié à l'histoire militaire du canton de Genève, couvrant la période de 1814 à aujourd'hui.
Le musée est installé dans les anciennes écuries du domaine de Penthes, connues sous le nom de « Pavillon Général Dufour ». Ce pavillon se trouve sur la place des Waldstätten, à Pregny-Chambésy, en Suisse.

## Historique
Les collections relatant l'histoire militaire du canton de Genève étaient exposées au Musée d'art et d'histoire depuis 1910. Cependant, faute de place, elles sont remisées dans les années 1960. À la fin des années 1970, une association est créée pour promouvoir un musée militaire genevois et mettre en valeur ces collections. Finalement, le musée ouvre ses portes le 28 septembre 1984,.

## Collections

### Exposition permanente
Le musée présente d'anciens uniformes retraçant l'histoire des troupes genevoises de 1814 à aujourd'hui. La collection comprend également des tableaux (notamment d'Édouard Castres), divers outils et objets, ainsi que des documents issus des deux guerres mondiales.

### Réserves
Le musée dispose de réserves à l'Hôtel des archives du canton de Genève, situé dans l'ancien arsenal de Plainpalais.